# Sint-Pieterscollege (Leuven)
Het Sint-Pieterscollege is een katholieke school oorspronkelijk ingericht door het aartsbisdom Mechelen-Brussel als directe reactie op de eerste schoolstrijd in het stadscentrum van de Belgische stad Leuven. De school, gelegen in de Minderbroedersstraat, had tientallen jaren een basisschool en heeft nog steeds een secundaire school met in de eerste graad de basisopties Economie en organisatie, Maatschappij en welzijn, STEM-wetenschappen, Taal en cultuur (Latijn en Latijn-Grieks) en verder in de tweede en derde graad een bijna volledig aanbod van studierichtingen in domeinoverschrijdende doorstroomrichtingen.

## Ligging
De school heeft een oppervlakte van 1 ha 7 a en 33 ca of ruim 2 voetbalvelden. De hoofdingang ligt in de Minderbroedersstraat 13 in Leuven. Een zijingang geeft toegang tot de brandgang die in verbinding staat met het Pater Damiaanplein en park Refugehof / Janseniushof. Aan de overkant van de brandgang ligt het Paridaensinstituut.

## Geschiedenis

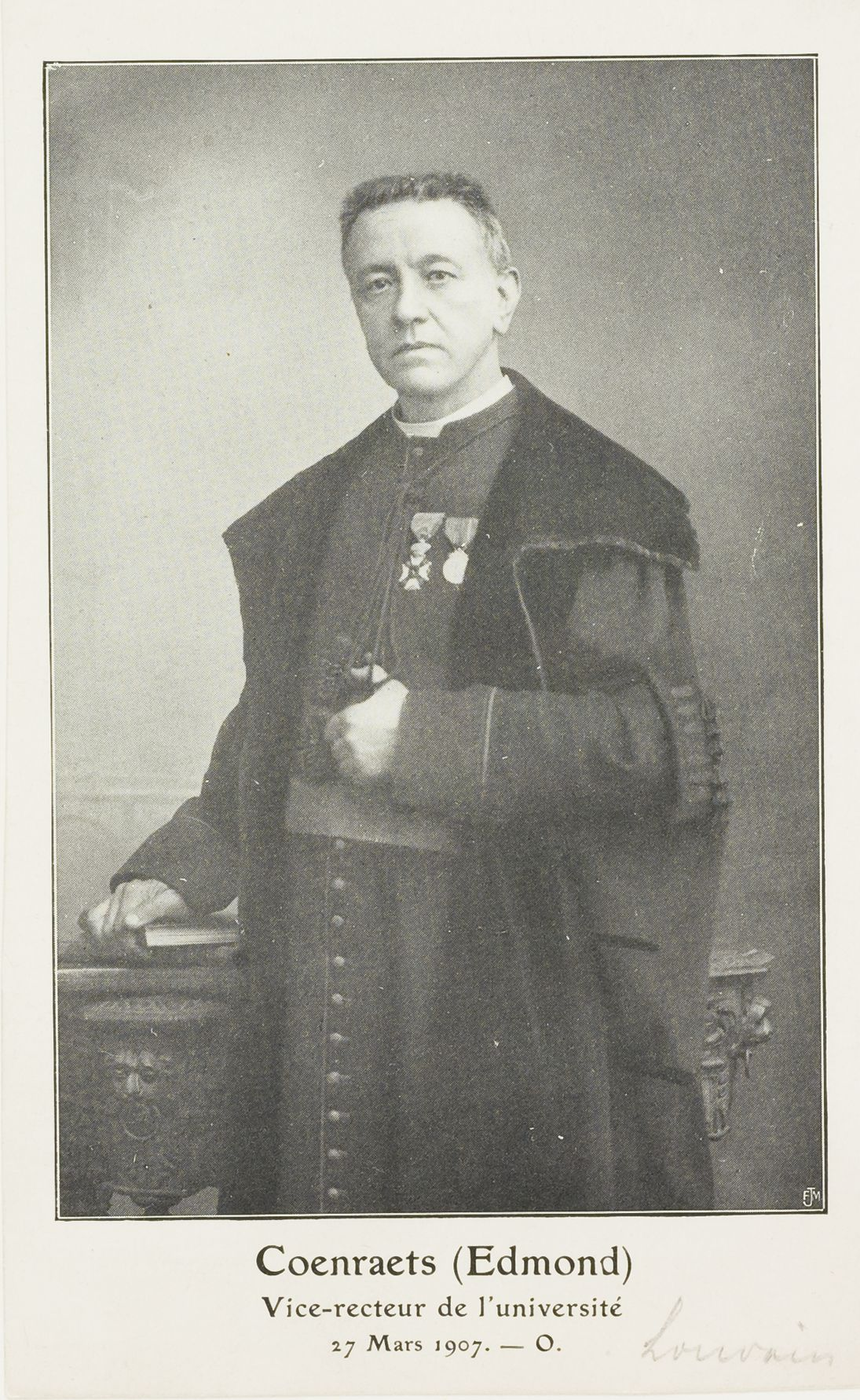
Edmond Coenraets, eerste directeur

Het breedhuis Hotel d'Udekem d'Acoz werd in 1640 gebouwd. Op 11 november 1889 kocht burggraaf Adolphe de Spoelberch het Hotel d'Udekem d'Acoz van Gérard Frans Xavier d'Udekem d'Acoz in de Minderbroederstraat als schoolgebouw voor 39.100 frank. De school werd op 1 oktober 1890 geopend door kardinaal Goossens van het aartsbisdom Mechelen. De eerste directeur was Edmond Coenraets en in het eerste schooljaar telde het Sint-Pieterscollege 92 jongens als leerlingen. In de winter van 1891 moet de school tijdelijk sluiten door waterinsijpeling met smeltwater. Plannen voor nieuwe gebouwen werden getekend door architect Joris Helleputte en werden in 1892 in gebruik genomen. In 1892 kocht het aartsbisdom ook het aangrenzende Hotel d'Onyn, in 1862 gebouwd voor C.F. d'Onyn. In 1893 werden nog bijkomende gebouwen in gebruik genomen.
In 1920 startte in de school ook een aparte lagere school. In 1955 werd een bijkomend schoolgebouw met 14 klassen in dienst genomen. In 1967 werd het internaat gesloten. Sinds 1971 is het oudste onderdeel van het college, het Hotel d'Udekem d'Acoz beschermd als monument van onroerend erfgoed. In 1979 opende een sportcomplex van de school aan de straatkant van de Minderbroederstraat. De school was vroeger bekend met de bijnaam 'Het Kot', vandaag als SPC. De school was ook bekend via zijn volleybalploeg Sipico en zijn toneelvereniging Thespikon. In 1995 begonnen de eerste meisjes in wat tot dan een jongensschool was gebleven. In 1999 trad de school toe tot de scholengemeenschap voor katholiek secundair onderwijs in Leuven (KSLeuven). Het schoolbestuur is sinds 2001 de vzw Leuvense Katholieke Scholen aan de Dijle (LKSD). In 2015 telde de school meer dan 1.000 leerlingen. In het schooljaar 2022-2023 was het leerlingenaantal opgelopen tot 1078 leerlingen: 55% jongens en 45% meisjes, verdeeld over 50 klassen en 6 leerjaren. Er zijn dan 120 leerkrachten. In 2016 werd besloten om het herenhuis het Hotel d’Udekem d’Acoz, dat voordien diende als lerarenkamer en secretariaat, te restaureren. De restauratiewerken zouden duren tot een eind in 2020. Daarna nam het gebouw zijn oude functie als lerarenkamer en secretariaat terug aan.

## Bekende oud-leerlingen
- Jan Bardi (mentalist, goochelaar)
- Herwig Beckers (politicus)
- Marnix Beyen (hoogleraar)
- Peter Carmeliet (hoogleraar)
- Mathias Coppens (televisiepersoonlijkheid)
- Staf Coppens (televisiepersoonlijkheid)
- Jos De Haes (dichter)
- Freddy Delvaux (brouwer)
- Wouter De Ploey (bedrijfsleider)
- Bart De Smet (bedrijfsleider)
- Paul De Wyngaert (producer)
- Stijn Devillé (theaterauteur en -regisseur)
- Roger Dillemans (rector)
- Sam Dillemans (kunstschilder)
- Jan Eelen (televisieregisseur en scenarist)
- Said El Khadraoui (politicus)
- Albert Stainier (militair)

- Mark Eyskens (politicus)
- Hans Eyssen (politicus)
- Willy Kuijpers (politicus)
- Mark Janssens (radiopresentator)
- Jan Matthys (regisseur)
- Lorin Parys (politicus en bedrijfsleider)
- Bart Preneel (hoogleraar)
- Rina Rabau Nkandu (politica)
- Vincent Rijmen (cryptograaf)
- Arnold Rijsenburg (voetballer)
- Herman Schueremans (concertpromotor en politicus)
- Bart Seldeslachts (politicus)
- Joren Seldeslachts (acteur)
- Jesse Stroobants (atleet)
- Daan Stuyven (muzikant)
- Jasper Stuyven (wielrenner)
- Bart Swings (schaatser)

- Frank Vandenbroucke (politicus)
- Hans Vander Elst (voetbalcoach)
- Robert Vandezande (politicus)
- Gust Van Haegenborgh (priester)
- Maurits Vanhaegendoren (politicus)
- Frans Vanistendael (jurist)
- Geert van Istendael (journalist en schrijver)
- Jo Van Biesbroeck (bedrijfsleider)
- Luc Van den hove (hoogleraar en bedrijfsleider)
- Adriaan Van den Hoof (acteur en presentator)
- Pieter Van Hees (regisseur en scenarioschrijver)
- Jan Van Rompaey (radio- en televisiepresentator)
- Vic Van Rompuy (hoogleraar)
- Alfons Vansteenwegen (seksuoloog)
- Rudi Vranckx (journalist)
- Stijn Vranken (dichter)
- Mark Waer (rector)